# Manfred Schunck

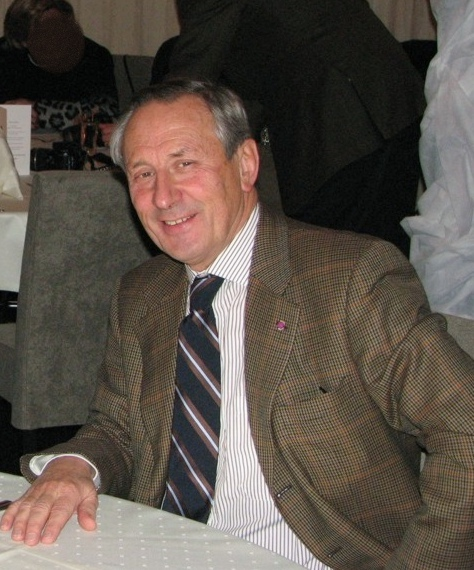
Manfred Schunck

Manfred Schunck (* 19. September 1941 in Eupen) ist ein belgischer Pharmazeut und ehemaliger Politiker der Christlich Sozialen Partei der Deutschsprachigen Gemeinschaft Belgiens.

## Leben und Wirken
Der mit der Unternehmerfamilie Schunck verwandte Manfred Schunck absolvierte sein Abitur am Collège Patronné (heute Pater-Damian-Sekundarschule). Anschließend studierte er von 1958 bis 1960 Naturwissenschaften an der Universität von Namur und von 1960 bis 1963 Pharmazie an der Katholieke Universiteit Leuven. Des Weiteren musste er noch seine Wehrpflichtzeit ableisten und wurde später nach mehreren Reserveübungen zum Oberstleutnant der Reserve befördert. Schließlich übernahm Schunck im Jahr 1965 die Leitung der „Hirsch-Apotheke“ in Eupen, die er 2006 seiner Tochter Christine übertrug. Seitdem hilft er noch gelegentlich in der Apotheke aus und berät ferner die Arbeitsgruppe Demenz in der Deutschsprachigen Gemeinschaft. Schunck ist zudem Mitglied in der Altherrenschaft der Verbindung Eumavia Lovaniensis.
Darüber hinaus war Schunck zehn Jahre lang Dozent für Pharmaziemanagement an der Université catholique de Louvain in Sint-Lambrechts-Woluwe. Als Verbandsfunktionär war er zudem eine Zeit lang stellvertretender Vorsitzender der „Berufsvereinigung der Apotheker von Verviers und Eupen“ und bekleidete von 1973 bis 1990 das Ehrenamt des Generalsekretärs der „Fédération Internationale des Pharmaciens Catholiques“. 1998 diente er ein Jahr lang für die Vereinigung Pharmaciens sans frontières in Bosnien und Herzegowina.
Zu Beginn der 1990er-Jahre stieg Schunck aktiv in die Politik ein und wurde im November 1990 für die Christlich Soziale Partei in das Parlament der Deutschsprachigen Gemeinschaft gewählt, das er in der folgenden Legislaturperiode von 1994 bis 1999 als Nachfolger von Mathieu Grosch als Präsident leitete. Schließlich wurde er zum dritten Mal in das Parlament gewählt, wo er bis 2004 als Sonderbeauftragter für die Stadtentwicklung Eupens verantwortlich war. Danach gehörte Schunck noch bis 2006 dem Rat der Stadt Eupen an und beendete anschließend seine politische Laufbahn.